# Arsinoe II
Arsìnoe Filadelfo (in greco antico: Ἀρσινόη Φιλάδελφος?, Arsinòē Philàdelphos; in egizio: ir-si-nꜢt, irsinat; Menfi o Alessandria d'Egitto, 316 a.C. circa – Alessandria d'Egitto, luglio 268 a.C.), conosciuta fino al 275 a.C. semplicemente come Arsinoe e chiamata nella storiografia moderna Arsinoe II, è stata una regina egizia, sovrana in Macedonia, in Tracia e successivamente in Egitto.

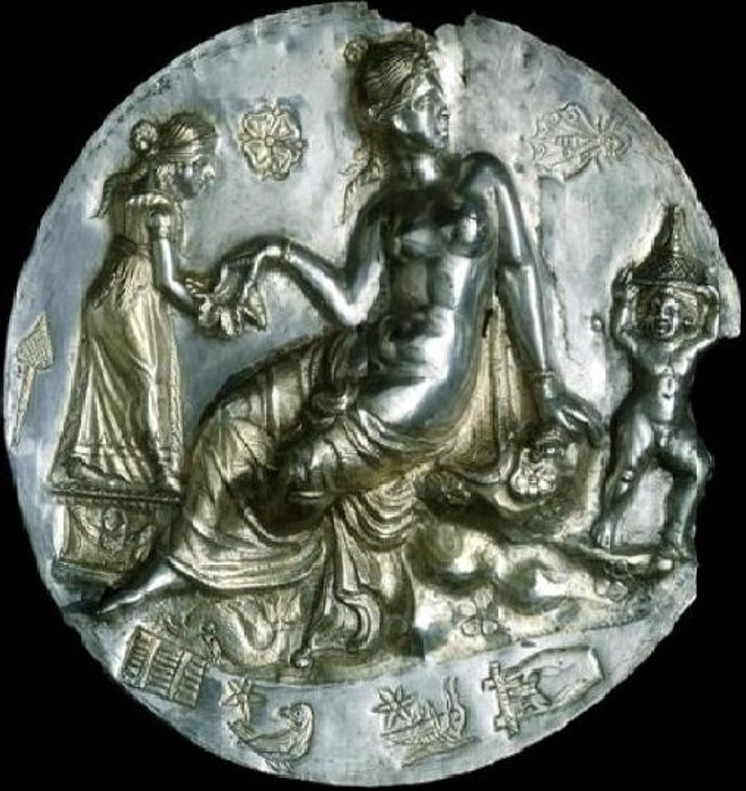
Argento da Taranto al British Museum. Raffigura l'Apoteosi di Arsinoe II come Afrodite Urania (bibl. Giovanna Bonivento Pupino, L’emblema in argento da Taranto al British Museum, in Rendiconti della Accademia di Archeologia Lettere e Belle Arti, Nuova Serie Vol. LXV 1995, pp. 131-155, Società Nazionale di Scienze Lettere ed Arti Università Federico II di Napoli).

Nacque in Egitto intorno al 316 a.C. da genitori entrambi macedoni, Tolomeo I e Berenice I. Nel 299 a.C. sposò Lisimaco, re di Tracia e in seguito di Macedonia. Come regina, controllò politicamente diverse città, tra le quali Eraclea Pontica ed Efeso, e fece costruire la Rotonda del Santuario dei Grandi Dei di Samotracia, il più grande edificio chiuso a pianta circolare dell'antichità greca.
Nel 281 a.C., dopo la morte in battaglia del marito, fuggì in maniera rocambolesca da Efeso a Cassandria in Macedonia e sposò il fratellastro Tolomeo Cerauno, che nel frattempo era diventato re di Tracia. Poco tempo dopo il matrimonio Cerauno uccise due dei figli di Arsinoe (280 a.C.) e cacciò la regina dalla Macedonia. Arsinoe si rifugiò prima nell'isola di Samotracia e poi ad Alessandria, presso suo fratello Tolomeo II, che era salito sul trono d'Egitto. Sposò quindi Tolomeo nel 275 a.C. e i due fratelli furono chiamati Φιλάδελφοι (Philádelphoi, «fratelli amanti»).
Come "regina dell'Alto e del Basso Egitto", Arsinoe condivise tutti i titoli regali del fratello, col quale appare nei ritratti monetali dell'epoca. Ebbe anche un ruolo predominante nella politica estera, sia nelle fasi finali della prima guerra siriaca (274-271 a.C.) sia negli antefatti della guerra cremonidea. Un decreto ateniese del 268 a.C. contiene infatti la prima attestazione scritta del mondo classico che testimonia la partecipazione attiva di una donna alla politica internazionale.
Il papiro di Milano, scoperto nel 1992, testimonia che la regina vinse tre gare olimpiche di corsa dei carri, probabilmente nel 272 a.C.
Dopo la sua morte, avvenuta nel luglio del 268 a.C., Tolomeo II continuò a menzionarla nei documenti ufficiali e a raffigurarla nella monetazione. Le dedicò inoltre un tempio ad Alessandria e uno a Menfi e le intitolò diverse città. In suo onore istituì infine un culto ufficiale di Stato che perdurò per due secoli.

## Biografia

### Origini

#### Nascita e famiglia

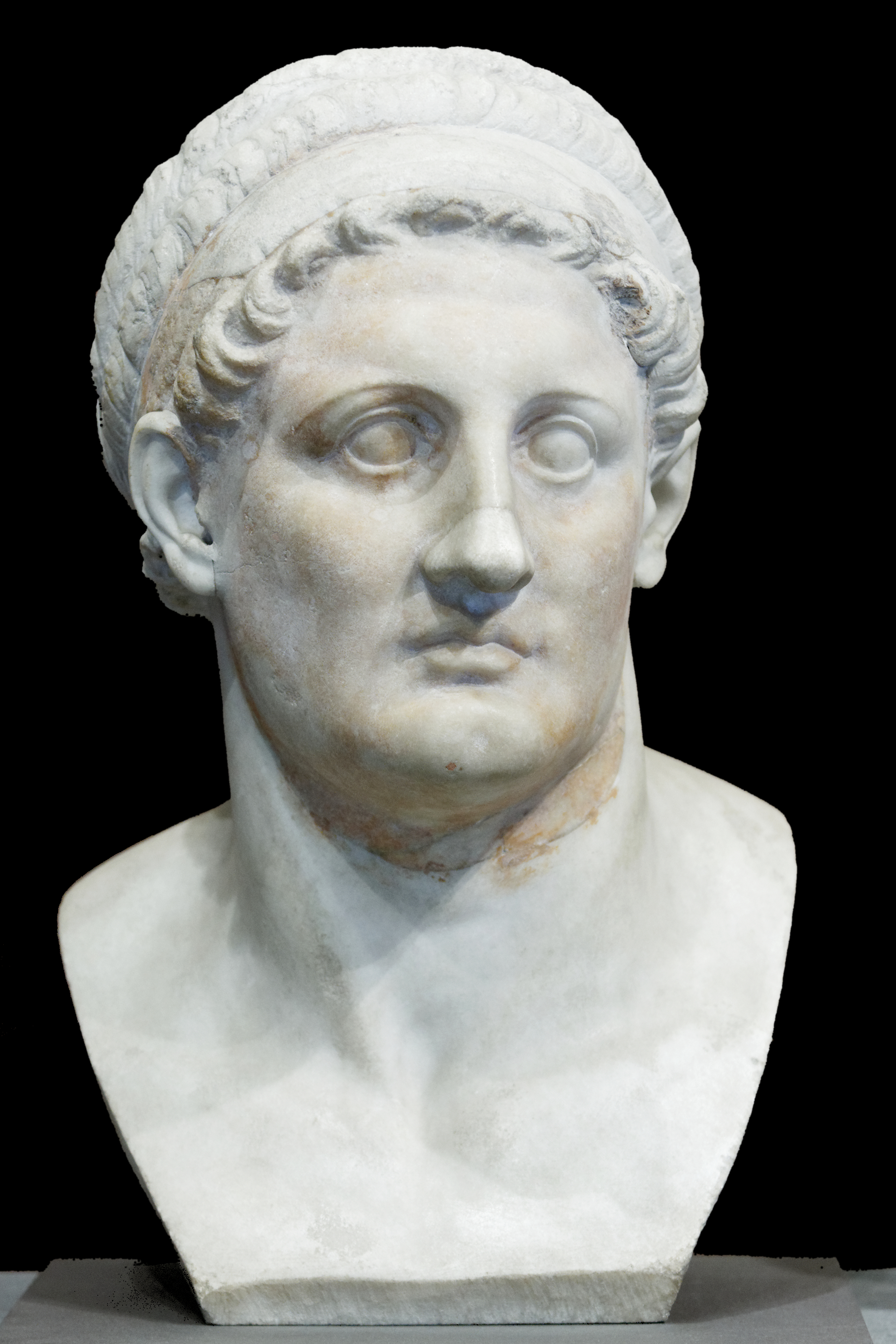
Tolomeo I, il padre di Arsinoe (III sec. a.C.) (Museo del Louvre, Parigi)

Arsinoe nacque probabilmente a Menfi, antica capitale della satrapia d'Egitto, oppure ad Alessandria, la nuova capitale fondata da Alessandro Magno. Il padre, Tolomeo, era infatti stato nominato satrapo d'Egitto dal reggente Perdicca al momento della spartizione dell'impero di Alessandro, conseguente alla morte del re macedone (323 a.C.). Tolomeo era, come Perdicca stesso, uno dei sette somatophylakes, le guardie del corpo di Alessandro. Dopo aver preso possesso dei suoi territori, Tolomeo si insediò dapprima a Menfi e solo successivamente ad Alessandria, quando i lavori di costruzione della nuova città furono completati. Dato che non è nota né la data esatta del trasferimento della capitale (avvenuto tra il 320 e il 311 a.C.), né quella della nascita di Arsinoe (avvenuta attorno al 316 a.C.) non sappiamo con certezza in quale delle due città sia nata la figlia di Tolomeo.
Il padre era un macedone di Eordea, figlio di Lago, persona di secondo piano dell'entourage di Filippo II di Macedonia. Secondo la storiografia propagandistica filo-tolemaica, invece, il futuro re era figlio illegittimo di Filippo II e dunque fratellastro di Alessandro Magno. La madre, Berenice, giunse a Menfi attorno al 320 a.C. al seguito di Euridice, nobile macedone inviata dal padre Antipatro in Egitto per sposare Tolomeo: si trattava di un matrimonio politico, volto a suggellare l'alleanza tra il satrapo d'Egitto e lo stratego d'Europa, subentrato al defunto Perdicca nella reggenza dell'impero di Alessandro.
Tolomeo aveva già avuto due mogli, nel frattempo ripudiate: Taide e Artacama, rispettivamente un'etera ateniese, che aveva avuto anche una relazione con Alessandro, e una principessa persiana. Con Euridice, Tolomeo si univa invece a una principessa di alto lignaggio, dalla quale avrebbe avuto dei figli di pura stirpe macedone: Tolomeo Cerauno, Meleagro, Lisandra e Tolemaide.
Berenice, forse anche lei originaria di Eordea come Tolomeo, era invece stata la moglie di un certo Filippo, ufficiale di Alessandro Magno; rimasta vedova, aveva accompagnato in Egitto Euridice, sua seconda cugina (era infatti figlia di Antigone, figlia di un fratello di Antipatro). Tolomeo, dopo qualche anno di matrimonio con Euridice, decise di sposare anche Berenice. Dato che non vi era nessun motivo politico o dinastico per avere un'altra moglie, visto che da Euridice aveva già avuto diversi figli e che la nuova moglie era imparentata solo lontanamente con lo stratego d'Europa, alcuni storici ipotizzano che quello fra Tolomeo e Berenice sia stato un autentico matrimonio d'amore. Da Berenice Tolomeo ebbe tre figli: Arsinoe, Tolomeo e Filotera.

#### Educazione

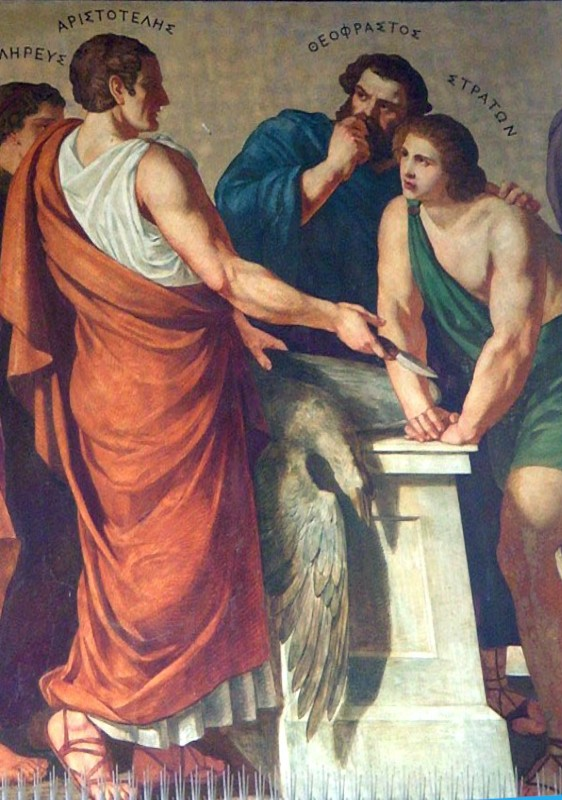
Affresco di Eduard Lebiedzki raffigurante Aristotele, Teofrasto e Stratone di Lampsaco, quest'ultimo probabile maestro di Arsinoe (Università Nazionale Capodistriana di Atene, 1888 circa)

Non è nota con certezza la città di nascita di Arsinoe, ma sicuramente la figlia di Tolomeo trascorse la sua infanzia ad Alessandria, la nuova e vivace capitale d'Egitto fondata da Alessandro nel 331 a.C. In questa città Tolomeo I progettò la costruzione del Faro, della Biblioteca e del Museo, opere successivamente completate dal figlio Tolomeo II, fratello e futuro marito di Arsinoe. Nel 304 a.C. Tolomeo I, dopo la vittoria su Demetrio Poliorcete a Rodi, aveva preso il titolo di re d'Egitto (in greco antico: βασιλεύς?, basilèus). Da quel momento Arsinoe, all'epoca dodicenne, divenne automaticamente una principessa di stirpe regale.
Anche se sovrano d'Egitto, Tolomeo non dimenticò mai la sua origine macedone, sempre evidenziata nelle composizioni dai poeti di corte, che volevano così sottolineare la sua presunta parentela con Alessandro. Arsinoe, dunque, parlava sicuramente macedone coi membri della sua famiglia. La figlia di Tolomeo I ricevette un'educazione di stampo greco. Diogene Laerzio tramanda che Stratone di Lampsaco ebbe una corrispondenza epistolare con lei: da questa notizia possiamo dedurre che il filosofo peripatetico, futuro direttore del Liceo, fu l'istitutore di Arsinoe oltre che, come già noto, del fratello Tolomeo II. Perciò, la futura regina ricevette un'ottima istruzione sia dal punto di vista letterario sia filosofico.
L'educazione che ebbe Arsinoe, pur spiegabile nel contesto della corte ellenistica di Alessandria, dove la cultura greca era promossa con molti mezzi, era in ogni caso del tutto eccezionale per una ragazza, visto che nell'antichità greca le donne, con la sola eccezione di Sparta, non ricevevano alcun tipo di insegnamento letterario e in genere non imparavano nemmeno a leggere e scrivere. Nelle polis, infatti, le donne non erano destinate in alcun modo a partecipare alla vita politica, ma rimanevano relegate alle sole faccende domestiche.

### Regina di Tracia, dell'Asia Minore e di Macedonia

#### Matrimonio con Lisimaco

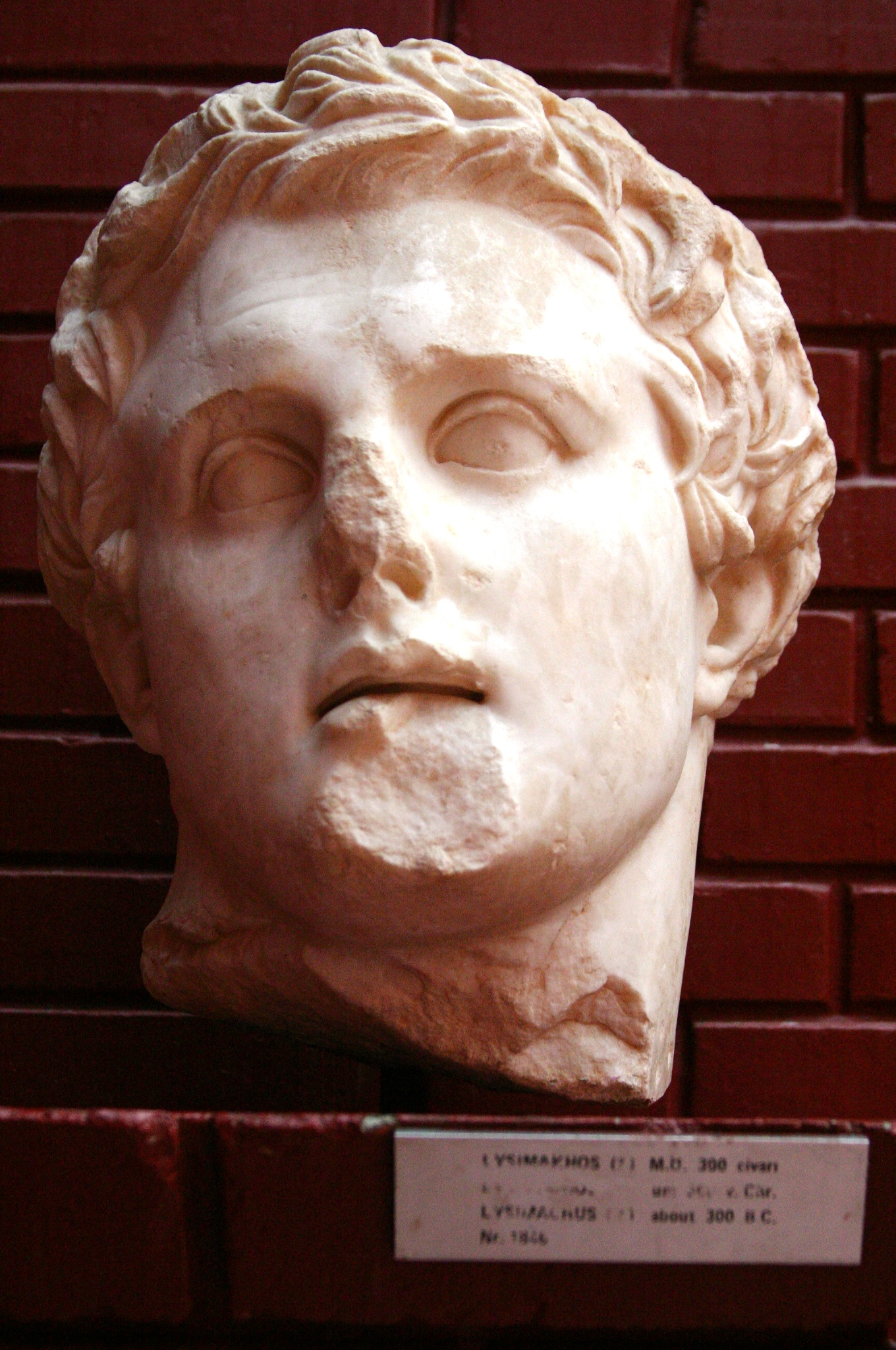
Lisimaco, il primo marito di Arsinoe (Museo di Efeso)

Dopo la battaglia di Ipso, nella quale Lisimaco, Seleuco e Cassandro avevano sconfitto Antigono e Demetrio Poliorcete, si assestò un nuovo equilibrio nello scacchiere dei regni ellenistici. Tolomeo I, negli anni successivi, suggellò diverse alleanze con gli altri sovrani attraverso matrimoni dinastici:
- Arsinoe andò in sposa a Lisimaco nel 299 a.C.[18]
- Lisandra (figlia di Euridice) sposò dapprima Alessandro, figlio di Cassandro e, dopo la sua morte, Agatocle, figlio di Lisimaco.
- Teossena (figlia di Berenice e del primo marito Filippo) andò in sposa ad Agatocle, tiranno di Siracusa.
- Antigone (figlia di Berenice e del primo marito Filippo) sposò Pirro, re dell'Epiro.
- Tolemaide (figlia di Euridice) alcuni anni dopo (287 a.C.) andò in sposa a Demetrio Poliorcete per volontà di Euridice.

Per sposare Arsinoe, Lisimaco aveva ripudiato la moglie Amastri, reggente di Eraclea Pontica fin dalla morte del tiranno Dionisio. Il re di Tracia rimandò la ex moglie nella sua città con tutti gli onori e rimase in ogni caso in buoni rapporti con lei tanto che, quando nel 284 a.C. fu messa a morte dai suoi figli Clearco II e Ossiarte, Lisimaco non tardò a vendicarla, facendo uccidere gli assassini.
Arsinoe arrivò a Lisimachia, la capitale del regno del marito, quando aveva circa sedici anni, mentre Lisimaco era ormai sulla sessantina. Nonostante la differenza d'età, sappiamo che la figlia di Tolomeo rimase sempre fedele all'anziano marito fino alla fine, tanto che Demetrio la chiamò "la sua Penelope" (in greco antico: τῆς ἐκείνου Πηνελόπης?, tès ekèinou Penelòpes).
Lisimaco, d'altra parte, era molto attaccato alla moglie se è vero l'aneddoto, raccontato da Ateneo, secondo il quale il re di Tracia imprigionò in una gabbia fino alla morte Telesforo, uno dei suoi ufficiali, solo per aver ridicolizzato Arsinoe durante un banchetto chiamandola "quella che vomita" (in greco antico: τήνδ' ἐμοῦσαν?, tḕnd'emùsan), riferendosi a fatti, noti ai presenti, avvenuti in precedenza.

#### Politica interna e mecenatismo religioso

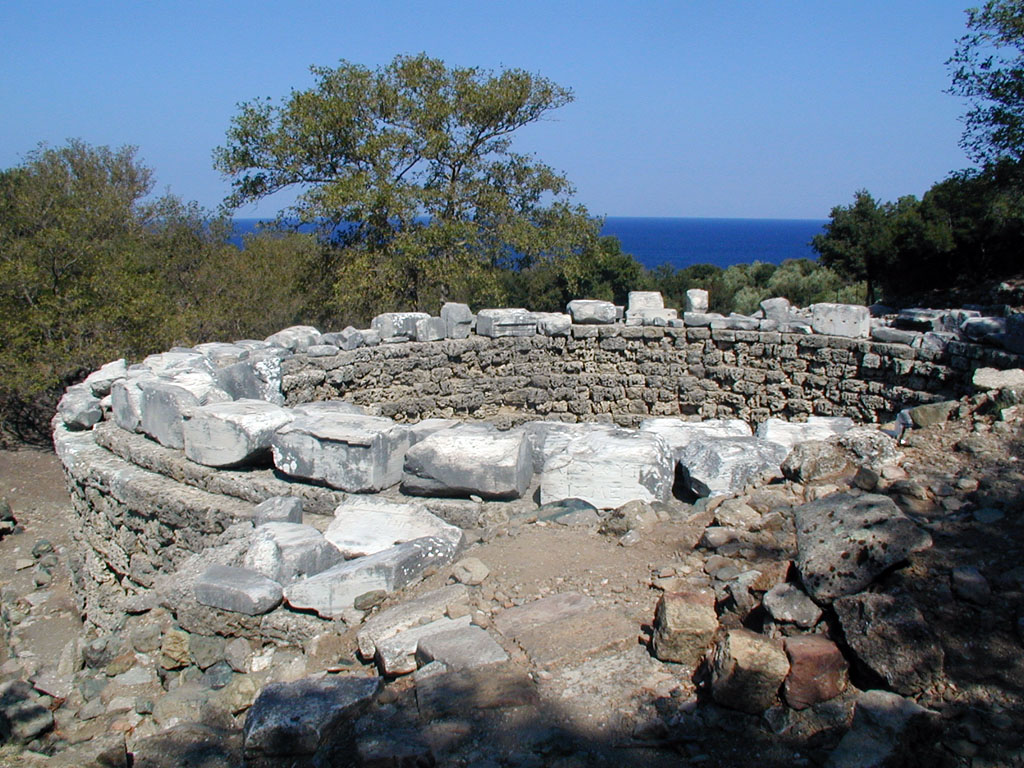
Fondamenta della Rotonda di Arsinoe, Samotracia

La presenza di Arsinoe a fianco del re di Tracia, divenuto anche re di Macedonia dal 288 a.C., fu tutt'altro che umile e silenziosa. Il decreto di Delo per Demarato, un'iscrizione del 295-285 a.C., parla del "re Lisimaco" e della "regina Arsinoe", testimoniando che il sovrano aveva associato la moglie nell'attività politica e nella legittimazione della sua dinastia.
Inoltre, lo storico Memnone testimonia che Lisimaco donò ad Arsinoe la città di Eraclea Pontica, probabilmente dopo la morte di Amastri (284 a.C.). Secondo lo scrittore di Eraclea, la regina abolì i privilegi precedentemente ottenuti dai cittadini e nominò un governatore che si comportò in modo tirannico e dispotico. Il geografo Strabone scrive nella sua opera che Arsinoe calunniò Filetero, il tesoriere di Pergamo, portando la città a rivoltarsi contro di lui. Da questa testimonianza possiamo dedurre che la regina esercitasse qualche forma di controllo anche su questo insediamento. Inoltre, Appiano racconta che la città di Efeso aveva cambiato nome in Arsinoea, episodio confermato da alcune iscrizioni e ritrovamenti monetali che indicherebbero che la regina era al potere anche in questa città. Giustino parla infine di Cassandria come la "sua" città, testimoniando come la regina, che aveva scelto quel luogo come suo rifugio dopo la morte di Lisimaco, avesse anche in quella sede qualche forma di controllo diretto.
Il potere e la ricchezza di Arsinoe sono pure testimoniate dalla "Rotonda" di Samotracia, il più grande monumento circolare chiuso, coi suoi venti metri di diametro, edificato nell'antichità greca. Questa costruzione, della quale rimangono ancora oggi le fondamenta, era stata finanziata dalla regina come parte del santuario dei grandi dei di Samotracia, un complesso di edifici dedicato ai culti misterici. Arsinoe si rifugiò proprio nell'isola di Samotracia dopo l'uccisione dei suoi figli da parte di Tolomeo Cerauno, probabilmente accolta dai funzionari del santuario proprio grazie al suo precedente mecenatismo nei confronti dell'istituzione religiosa.

#### Congiura e morte di Agatocle

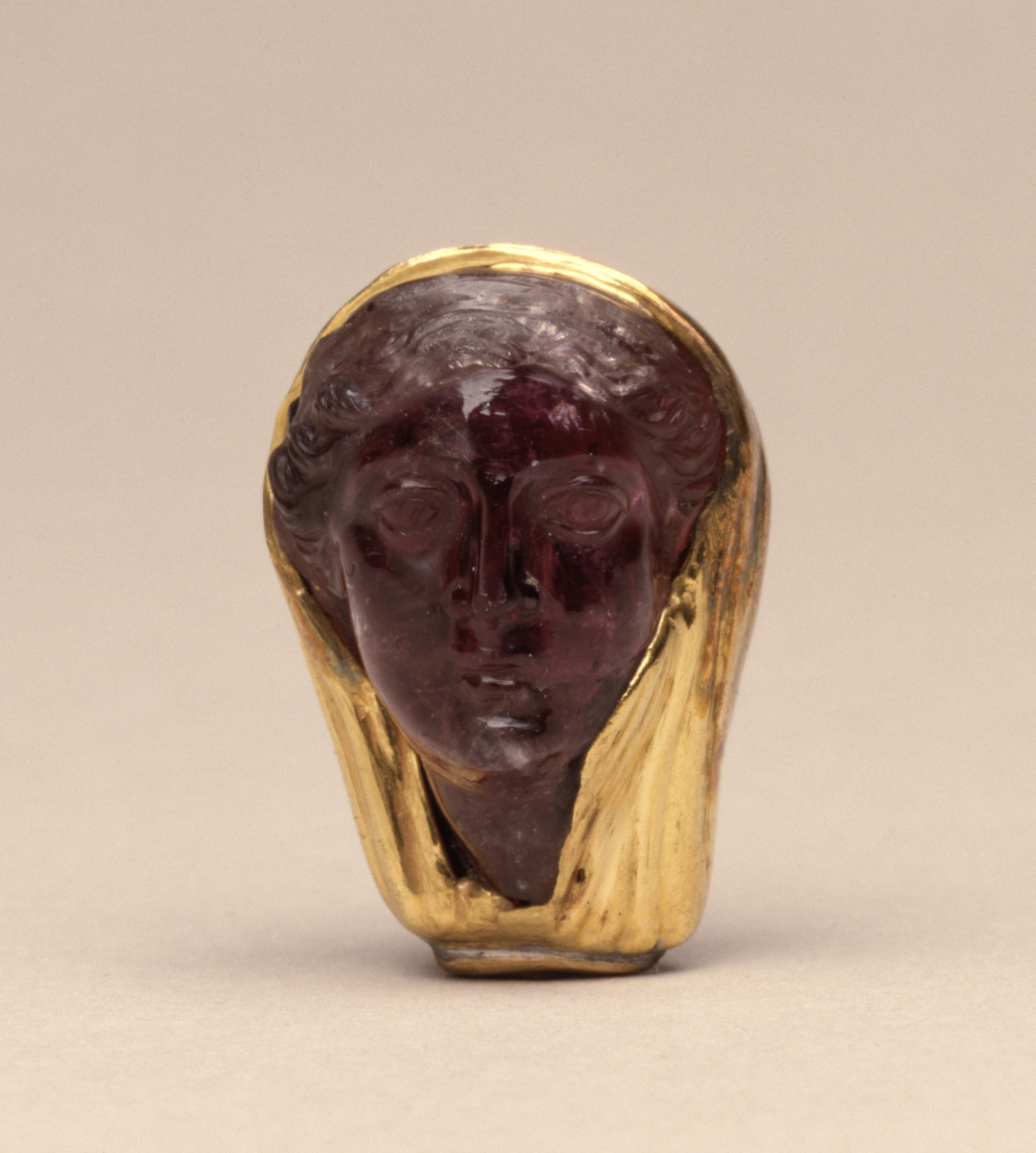
Testa di regina, probabilmente Arsinoe II (Walters Art Museum, Baltimora)

Nel 284 a.C. il regno di Lisimaco fu scosso da una grave crisi familiare e dinastica: il figlio Agatocle fu imprigionato e ucciso per ordine del re con l'accusa di aver ordito, aiutato da Seleuco, una congiura per impadronirsi del trono. Secondo Giustino, fu proprio Arsinoe a rivelare al marito che il figlio stava tramando contro di lui, mentre Pausania testimonia che la regina aveva spinto Lisimaco a uccidere il figlio per eliminare l'erede al trono e spianare così ai suoi figli la strada per la successione. Il geografo addirittura insinua che Arsinoe era spinta da un risentimento personale nei confronti di Agatocle, che avrebbe precedentemente respinto un suo tentativo di seduzione.
La tragedia familiare portò Lisandra, la vedova di Agatocle e Alessandro, l'altro figlio maggiorenne di Lisimaco, a passare dalla parte di Seleuco, accompagnati da numerosi "amici" (in greco antico: φίλοι?, filoi) del re, a dimostrazione che effettivamente era in atto una trama volta a rovesciare, o almeno a insidiare, il regno dell'anziano sovrano. Inoltre, Agatocle, all'epoca già trentenne e molto famoso per aver definitivamente sconfitto Demetrio Poliorcete, probabilmente era impaziente di essere almeno designato alla successione dal padre ormai quasi ottantenne. Gli altri diadochi avevano infatti ormai indicato già da tempo i loro eredi: Antigono aveva associato al trono il figlio Demetrio già dal 306 a.C., Seleuco aveva nominato co-reggente il figlio Antioco e infine Tolomeo I aveva fatto lo stesso col figlio Tolomeo II nel 285 a.C.
Per primogenitura, età e meriti militari Agatocle poteva certamente aspirare all'associazione al trono, considerando anche il fatto che i tre figli di Arsinoe a quel tempo avevano rispettivamente solo quattordici, dodici e dieci anni, mentre l'unico altro figlio del re del quale abbiamo notizie, Alessandro, era molto probabilmente illegittimo, in quanto avuto da Macris, una principessa odrisia, concubina del re. In ogni caso, la condanna a morte di Agatocle portò al passaggio dalla parte di Seleuco di diverse città dell'Asia minore, tra le quali Pergamo, sbilanciando le forze politiche e militari a favore del re di Siria e Babilonia.

#### Morte di Lisimaco e fuga rocambolesca da Efeso

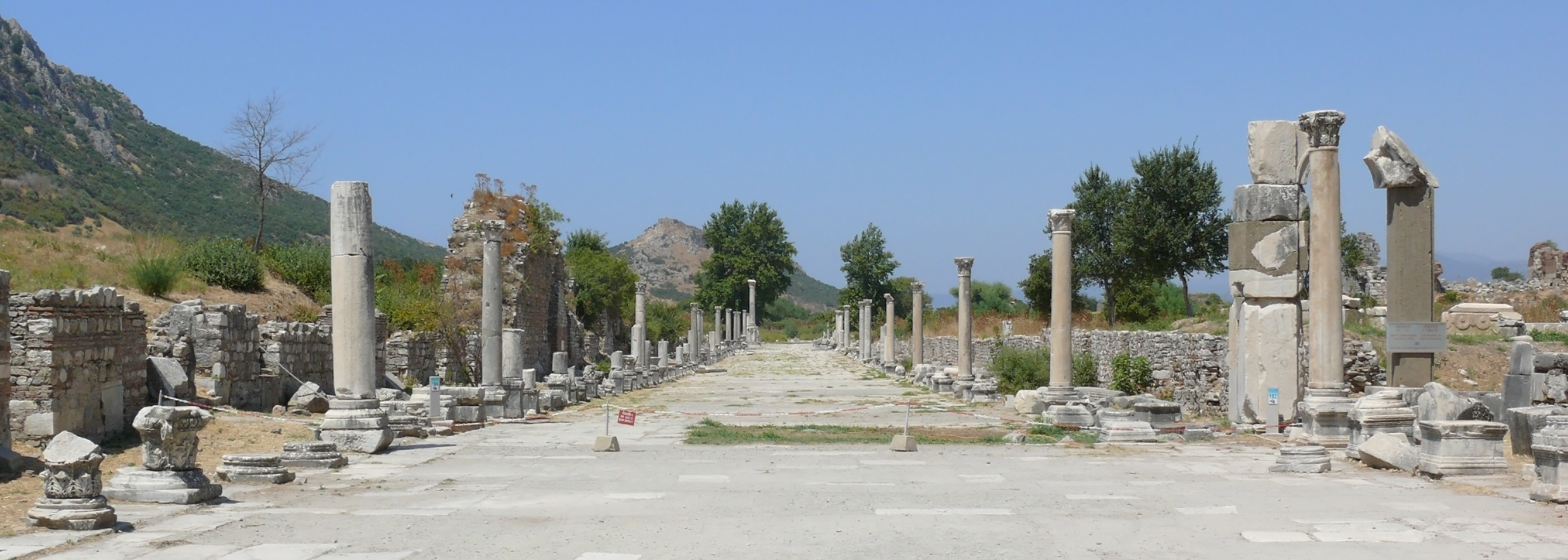
Efeso, strada con reperti archeologici. Arsinoe fuggì dalla reggia della città con un travestimento

Dopo la morte di Agatocle, Seleuco mosse guerra contro Lisimaco e, una volta conquistata Sardi, affrontò l'avversario nella decisiva battaglia di Corupedio (febbraio 281 a.C.). Seleuco vinse lo scontro e il re di Tracia morì, a circa 80 anni d'età, con le armi in pugno. Quando la notizia della disfatta dell'anziano sovrano giunse a Efeso/Arsinoea, dove in quel momento si trovava la regina, la popolazione, schieratasi immediatamente dalla parte del vincitore, spalancò le porte della città per accogliere Seleuco.
Polieno racconta che Arsinoe comprese immediatamente di essere in pericolo ed escogitò uno stratagemma che le salvò la vita. La regina fece abbigliare un'ancella coi suoi vestiti e la fece uscire dal palazzo reale su una lettiga accompagnata da una scorta armata, mentre lei stessa si travestì con degli stracci sporchi e se ne andò da un'uscita secondaria, dirigendosi a piedi e da sola verso il porto. L'ancella trovò la morte poco dopo, scambiata per la regina e pugnalata da un fautore di Seleuco, mentre Arsinoe riuscì a imbarcarsi su una nave e a riparare in Macedonia. Dato che Polieno non menziona nella sua opera i tre figli di Arsinoe, all'epoca adolescenti, possiamo supporre che essi in quel momento non si trovassero a Efeso, ma al sicuro in Tracia o in Macedonia.

#### Matrimonio con Tolomeo Cerauno e strage di Cassandria

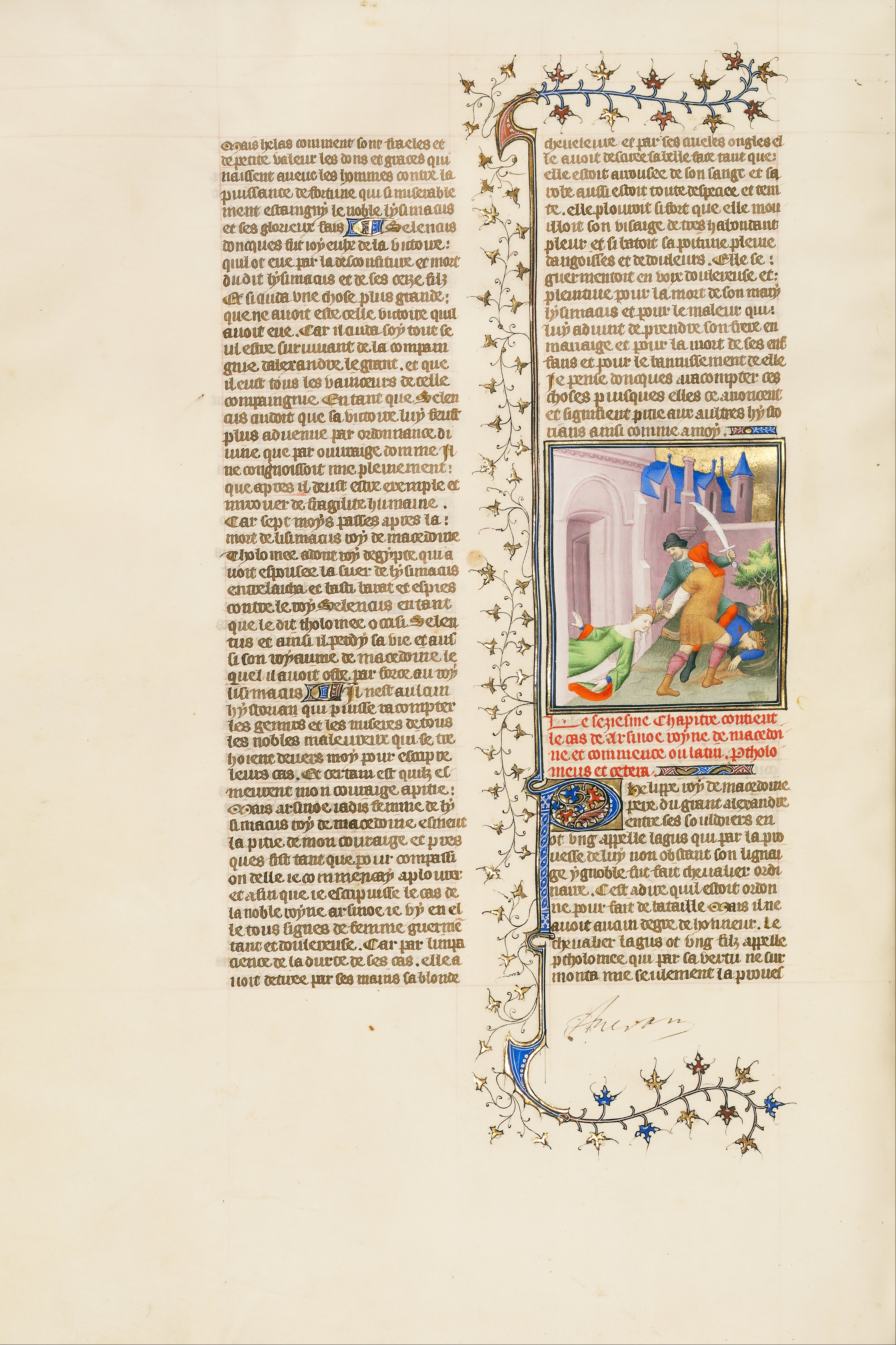
Il massacro dei figli di Arsinoe, codice del 1415 circa (Getty Museum, Los Angeles)

Fuggita da Efeso, Arsinoe si ricongiunse coi tre figli a Cassandria, l'importante città macedone fondata da Cassandro nel 316 a.C. e inizialmente destinata a diventare la nuova capitale del regno. Morto Lisimaco, il regno di Tracia era invece caduto nelle mani di Tolomeo Cerauno, il fratellastro quasi coetaneo di Arsinoe che, dopo aver abbandonato l'anziano sovrano per passare dalla parte di Seleuco, uccise quest'ultimo con una mossa improvvisa e fulminea, da cui il soprannome "Cerauno" (in greco antico: Κεραυνός?, Keraunòs, "fulmine"). Col probabile aiuto dell'esercito e della fazione favorevole ad Agatocle, si proclamò re a sua volta.
Successivamente, Tolomeo Cerauno, volendo da una parte impadronirsi di Cassandria e dall'altra legittimare la sua corona con un matrimonio regale e soprattutto neutralizzare eventuali altri pretendenti al trono che volessero sposare Arsinoe, convinse la sorellastra a diventare sua moglie. Nonostante Tolomeo, il figlio maggiore di Arsinoe, avesse sospettato fin dall'inizio l'inganno e avesse cercato di persuadere la madre a rifiutarsi, la regina accettò (280 a.C.), convinta dai giuramenti solenni del fratellastro secondo i quali avrebbe lasciato il trono in eredità ai suoi figli. Per legittimare il matrimonio, che probabilmente avvenne a Pella o a Verghina, Cerauno pose il diadema sulla fronte di Arsinoe di fronte all'esercito schierato e la proclamò "regina", fatto unico nella storia del regno di Macedonia.
Probabilmente solo poche settimane dopo il matrimonio Cerauno, che già qualche mese prima aveva ucciso a tradimento Seleuco, mise in atto un altro attentato a sorpresa. Una volta entrato a Cassandria, attese che Lisimaco e Filippo, i figli minori di Arsinoe, di sedici e quattordici anni rispettivamente, gli venissero incontro ornati di ghirlande di fiori per dargli il benvenuto e improvvisamente ordinò di ucciderli. I figli corsero fra le braccia della madre e lì furono massacrati, mentre Arsinoe chiedeva urlando di assassinare lei al loro posto. Tolomeo, il figlio maggiore, molto probabilmente non si trovava a Cassandria, visto che scampò al massacro e tentò successivamente, senza riuscirci, di riconquistare il regno di Macedonia. Giustino testimonia che negli anni successivi il figlio di Arsinoe si recò prima in Egitto e poi nella città licia di Telmesso, della quale, per intercessione di Tolomeo II, divenne governatore (258 a.C.) e poi, per ordine di Tolomeo III, sovrano.
Arsinoe fu invece risparmiata dal fratellastro e cacciata dalla città, spogliata delle insegne regali e accompagnata da due sole ancelle. Cerauno non consentì alla sorellastra nemmeno di seppellire i due figli, il che denota un atteggiamento particolarmente vendicativo nei suoi confronti, forse perché la regina, quattro anni prima, aveva appoggiato l'esecuzione di Agatocle, oppure per il risentimento nei confronti del fratello di Arsinoe, Tolomeo II, che aveva ottenuto il regno d'Egitto nonostante fosse Cerauno il figlio primogenito del re. La donna trovò rifugio nell'isola di Samotracia, dove aveva fatto edificare la Rotonda alcuni anni prima, mentre Giustino non manca di sottolineare che il fratellastro avrebbe presto saldato il debito per il suo gesto atroce. Fu infatti ucciso dai Celti in battaglia solo pochi mesi dopo, lasciando il regno di Macedonia nell'anarchia fino all'avvento di Antigono II Gonata.

### Regina d'Egitto

#### Matrimonio con Tolomeo II

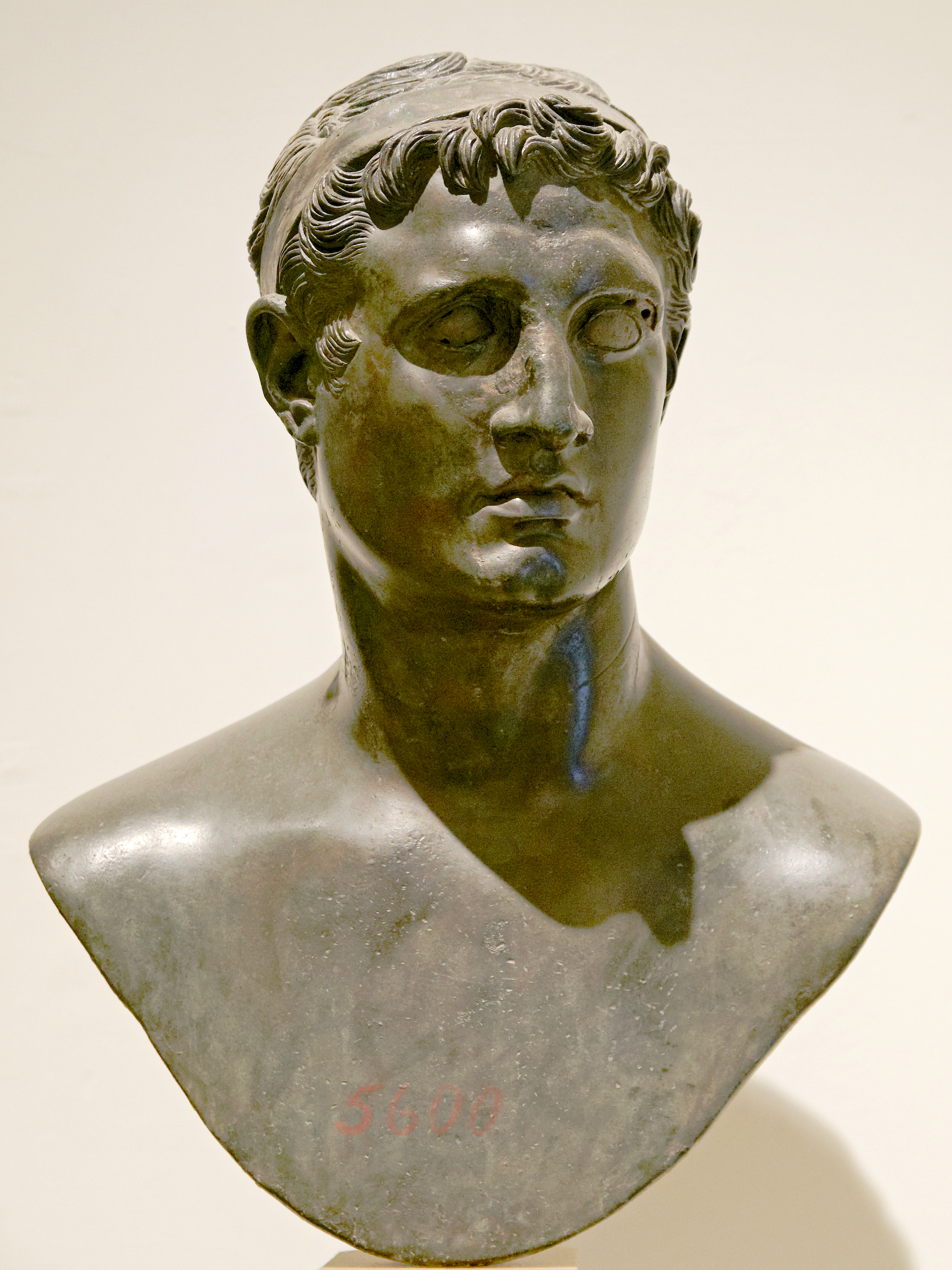
Busto di Tolomeo II, fratello e terzo marito di Arsinoe II (Museo archeologico nazionale di Napoli)

Non sappiamo con certezza l'anno in cui Arsinoe tornò da Samotracia ad Alessandria d'Egitto, ma sicuramente il viaggio avvenne fra il 279 a.C. e il 276 a.C. Tolomeo I, il padre di Arsinoe II, era morto già dal 283 a.C. e il figlio Tolomeo II era salito sul trono assieme alla moglie Arsinoe I, figlia di Lisimaco e di Nicea e dunque sorella di Agatocle.
Poco tempo dopo l'ascesa al trono, Tolomeo aveva però esiliato la regina a Coo, per una sua responsabilità nella congiura ordita nei suoi confronti da Aminta e Crisippo, amici della moglie, che furono per questo condannati a morte. Dato che l'unica fonte che abbiamo su questo evento, gli Scholia in Theocritum, non parla di un coinvolgimento di Arsinoe II nel ripudio della prima moglie di Tolomeo II, possiamo supporre che la sorella del sovrano arrivò in Egitto successivamente all'esilio di Arsinoe I e in ogni caso sposò il fratello dopo la scoperta della congiura.

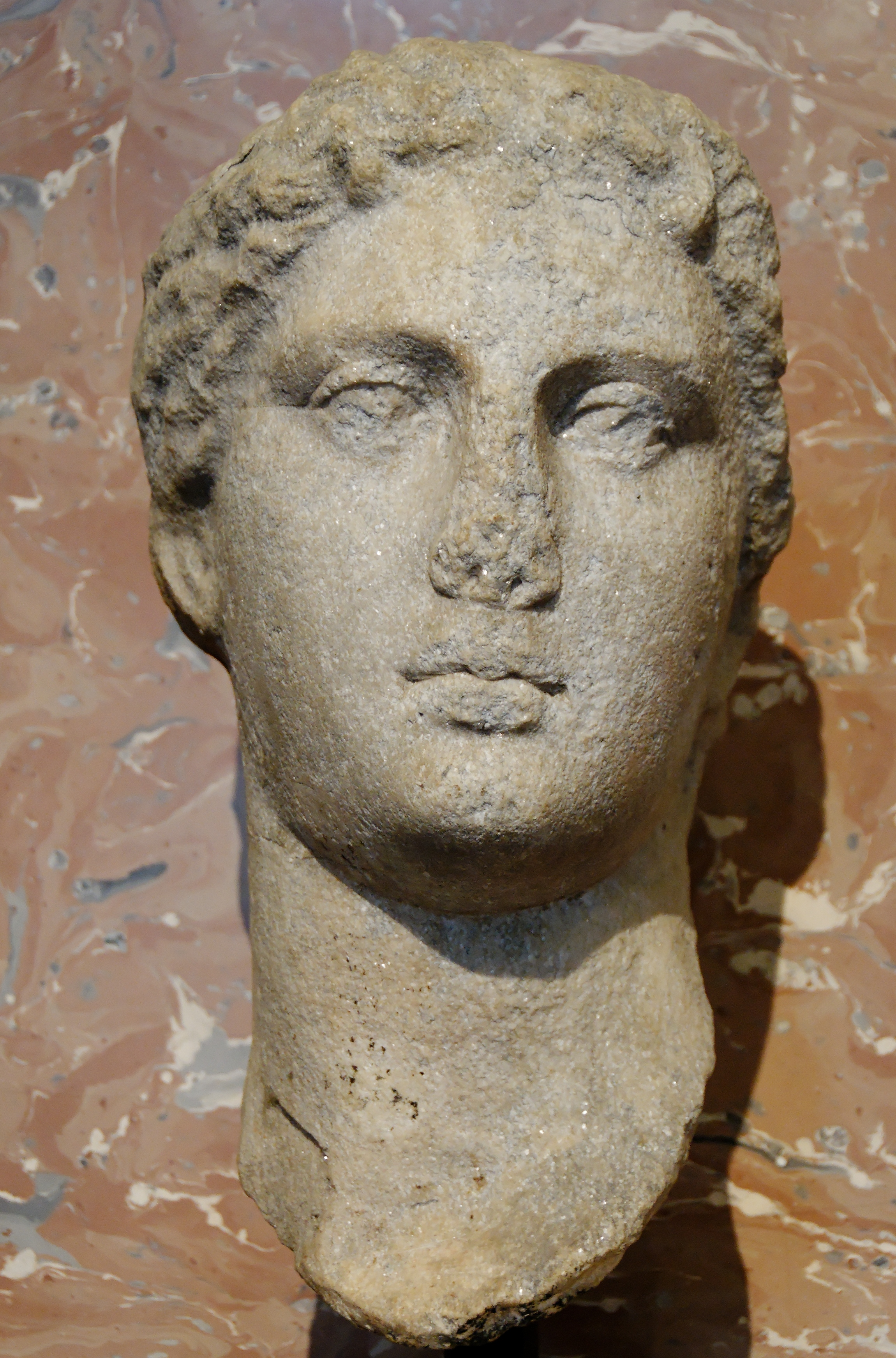
Testa di Arsinoe II rappresentata come Iside (III sec. a.C.) (Museo del Louvre, Parigi)

Il matrimonio fra Arsinoe II e il fratello Tolomeo II, avvenuto nel 275 a.C. circa, fu di sicuro sconvolgente per il mondo greco, ma fu in genere accettato in Egitto, anche grazie all'intuizione dei sovrani di associarlo, nella propaganda tolemaica, al culto religioso-mitologico di Iside e Osiride. In questo periodo, Arsinoe veniva infatti rappresentata nell'arte figurativa come Iside e Tolomeo come Osiride. Prova del successo di questo matrimonio familiare è che questa tradizione fu in seguito imitata da quasi tutti i sovrani della dinastia tolemaica.
All'epoca del matrimonio col fratello, Arsinoe aveva da poco sorpassato i quarant'anni, mentre Tolomeo era più giovane di circa sette anni. Pausania testimonia che Tolomeo II era innamorato di sua sorella. È probabile che lo fosse veramente perché, oltre ad averla spesso associata nei ritratti monetali e nelle statue, le dedicò diverse città e soprattutto non si sposò più, dopo la sua morte, anche se le sopravvisse per circa 25 anni.
È però altrettanto possibile che il matrimonio avvenisse per motivi politici: sposando sua sorella, Tolomeo rafforzava infatti la dinastia tenendo al di fuori dai giochi di potere le altre famiglie macedoni che potevano aspirare al trono. Inoltre, in contrasto con la poligamia del padre e di altri diadochi, che aveva portato a diverse crisi intestine e lotte per la successione, la moglie-sorella non dava adito ad alcun turbamento familiare e dinastico. In questo senso, la storica Elisabeth Donnelly Carney chiama il matrimonio tra Toloemeo e Arsinoe "endogamia estrema" (extreme endogamy), in contrasto con la poligamia di altri sovrani ellenistici.
Infine, nel corso della dinastia, il ripetersi incessante del nome Tolomeo per tutti i sovrani del regno ellenistico d'Egitto, associato al fatto che la regina sarebbe stata quasi sempre la sorella, dava l'idea ai sudditi egiziani di una monarchia solida e immutabile nel tempo.
L'epiteto di "Filadelfo" (in greco antico: Φιλάδελφος?, letteralmente "fratello-amante"), attribuito sia a Tolomeo II sia ad Arsinoe, idealizzava il loro matrimonio fraterno. In questo modo, la propaganda tolemaica assegnava una connotazione di amore familiare ai due sovrani, contribuendo alla giustificazione di questo tipo di matrimonio e successivamente a divinizzarlo. Tolomeo e Arsinoe non ebbero figli, ma Arsinoe adottò i bambini della precedente (e omonima) moglie del re: il futuro sovrano Tolomeo III, il secondogenito Lisimaco e infine Berenice, futura moglie del sovrano seleucide Antioco II.

#### Politica estera e militare

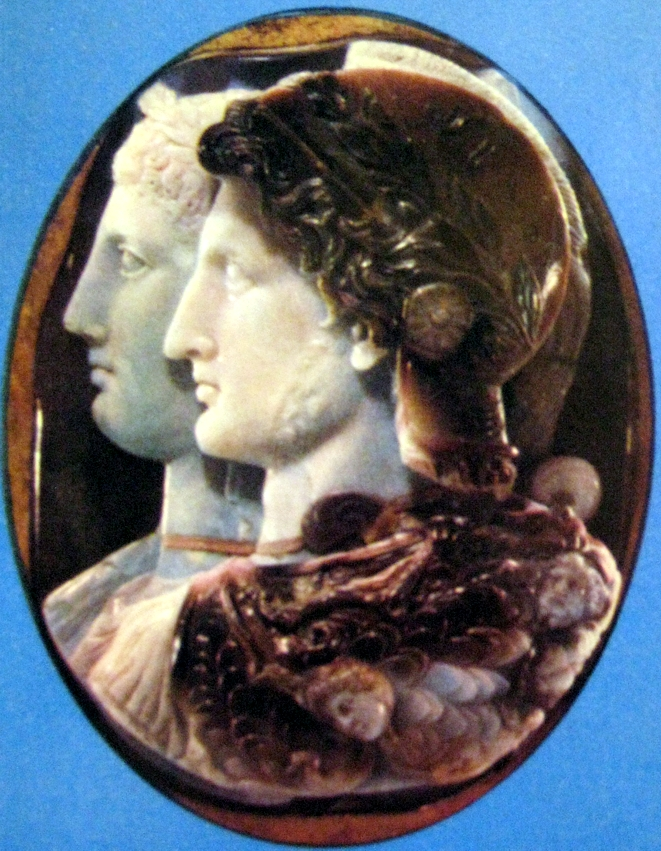
Cammeo Gonzaga (III sec. a.C.), coi profili (probabilmente) di Tolomeo II e di Arsinoe II (Museo dell'Ermitage, San Pietroburgo)

Come all'epoca in cui fu regina di Tracia e Macedonia, Arsinoe, da sovrana d'Egitto, non si limitò alla vita di corte, ma partecipò attivamente alla vita politica del giovane Stato ellenistico. Sappiamo dalla stele di Pithom che Arsinoe accompagnò il marito a Heroonpolis/Pithom, nei pressi dell'istmo di Suez, che si trovava ai confini occidentali del regno, per ispezionare e rincuorare le truppe egiziane, precedentemente sconfitte in battaglia durante le fasi iniziali della prima guerra siriaca contro Antioco I. La guerra si risolse successivamente con la completa vittoria egiziana contro l'impero seleucide.
Nelle polis dell'antica Grecia le donne non partecipavano mai alle operazioni militari, nemmeno indirettamente, con la sola eccezione delle spartane che in qualche occasione, come nel caso dell'assedio di Sparta del 272 a.C., aiutarono gli uomini nelle operazioni logistiche. Le donne di stirpe macedone, invece, già prima di Arsinoe si erano interessate di attività belliche: Cynane, figlia di Filippo II e sorellastra di Alessandro Magno, partecipò in modo effettivo ad alcune battaglie, mentre sua figlia Euridice II di Macedonia, moglie di Filippo III Arrideo, vestiva come un generale macedone e almeno in un'occasione aveva arringato personalmente le truppe schierate. Euridice si era confrontata con Olimpia, altrettanto vicina all'ambiente militare, nella lotta alla successione al trono di Alessandro. La prima aveva infatti un marito disabile e la seconda un nipote, Alessandro IV, ancora bambino. Duride di Samo chiama questa lotta alla successione una "guerra fra donne" ("γενέσθαι πόλεμόν δύο γυναικῶν"), raccontando che Olimpiade aveva schierato l'esercito come un corteo bacchico accompagnato dai tamburi, mentre Euridice aveva disposto le truppe secondo l'uso macedone. Giustino racconta che anche Arsinoe, nel breve periodo in cui fu regina al fianco di Tolomeo Cerauno, si mostrò all'esercito mentre il marito le poneva il diadema sul capo attribuendole il titolo di "regina".
Inoltre, la filologa Gabriella Longega, nel suo studio su Arsinoe, evidenzia l'importanza internazionale della regina, sottolineando che le fu intitolata una città sul fiume Acheloo in Etolia, regione alleata di Pirro e quindi non direttamente collegata ai territori tolemaici.
La testimonianza più importante della partecipazione di Arsinoe alla politica estera e militare è però il decreto ateniese di Cremonide del 268-267 a.C., emesso probabilmente poco tempo dopo la morte della regina. In questo documento è riportato che Arsinoe aveva partecipato attivamente alla preparazione dell'alleanza delle polis greche contro Antigono Gonata, che esercitava su di esse un controllo militare. Nel decreto, che segna l'inizio della guerra cremonidea contro Antigono, si dice che "il re Tolomeo, seguendo la politica di suo padre e di sua sorella, dimostra la sua preoccupazione per la libertà dei Greci". Da questa frase si evince che Arsinoe aveva attivamente preparato il terreno, sia dal punto di vista politico sia da quello diplomatico e finanziario, alla preparazione della ribellione greca contro l'occupazione macedone, forse con l'intento di riportare il figlio Tolomeo di Telmesso sul trono di Pella.
Il decreto di Cremonide è particolarmente importante perché si tratta della prima attestazione storica, nel mondo classico, della partecipazione di una donna a un'attività di politica internazionale. L'importanza di questo decreto potrebbe però essere ridimensionata dall'interpretazione secondo la quale la citazione della regina potrebbe essere un mero omaggio alla coppia regale, nella speranza dello scrivente che la regina potesse influenzare positivamente le decisioni di Tolomeo II.

#### Vittorie alle Olimpiadi

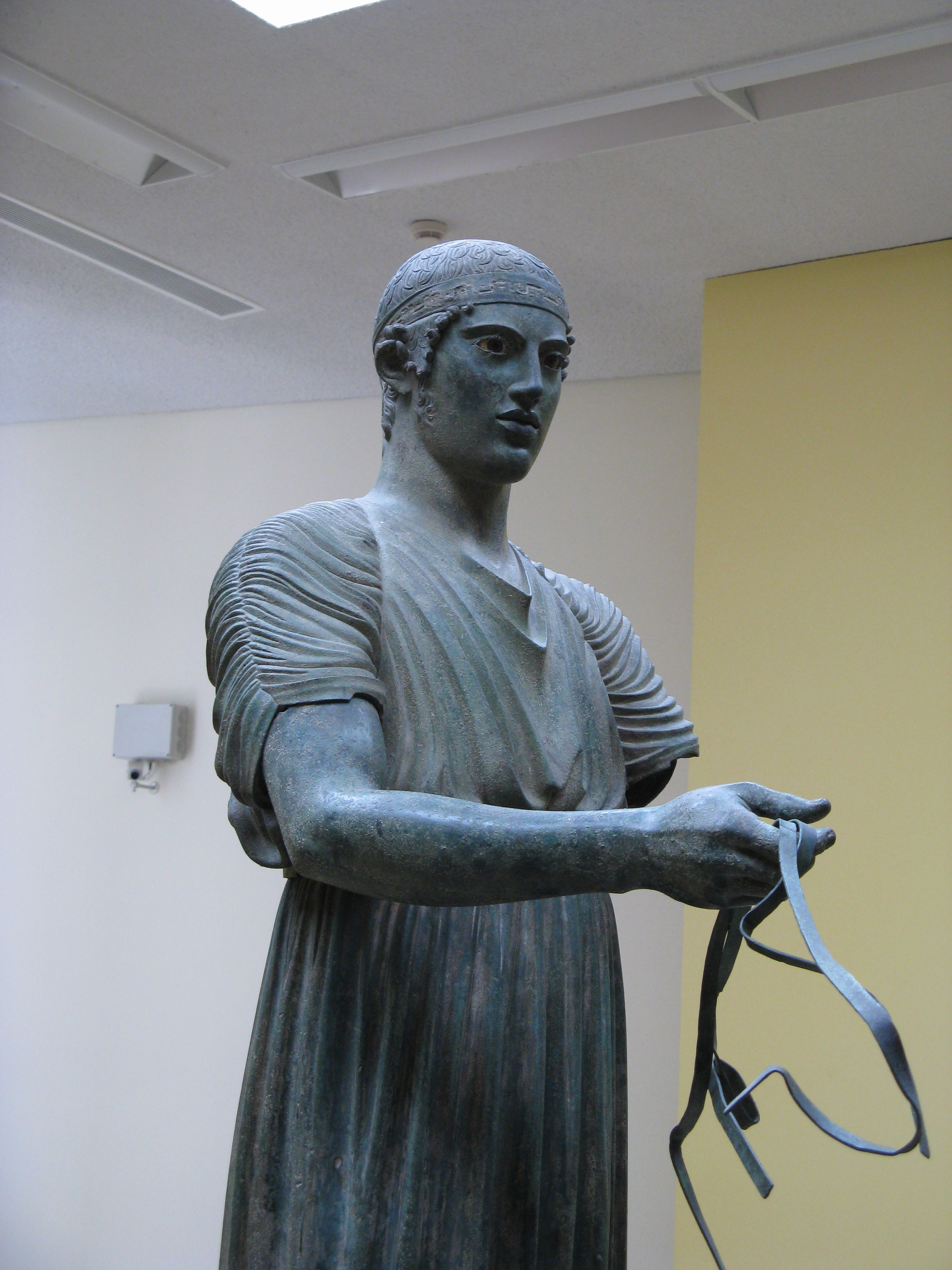
Auriga di Delfi, statua bronzea di un conduttore di carri (475 a.C. circa) (Museo archeologico di Delfi)

In assenza di altre fonti antiche al riguardo, è solo grazie a un epigramma di Posidippo, incluso nel cosiddetto Papiro di Milano scoperto nel 1992, che sappiamo che la regina vinse ben tre gare alle Olimpiadi, probabilmente nel 272 a.C. Le donne non potevano partecipare alle Olimpiadi, né come spettatrici né a maggior ragione come atlete, ma la corsa dei carri costituiva un'eccezione, in quanto l'auriga, che era un professionista ingaggiato allo scopo, era un mero esecutore della corsa, mentre il merito della vittoria andava esclusivamente all'organizzatore e al finanziatore della squadra, che poteva anche essere di sesso femminile.
Le corse dei carri erano tra le gare più prestigiose delle intere Olimpiadi e, proprio per il fatto che il vincitore risultava essere il finanziatore del carro, costituivano un importante mezzo di propaganda per i potenti. Questi infatti, attraverso la dedica di statue, iscrizioni e poesie commissionate allo scopo, utilizzavano la vittoria come mezzo per aumentare il prestigio di loro stessi e di tutta la loro famiglia, sia in patria sia all'estero, visto che le competizioni olimpiche costituivano una vetrina internazionale di visibilità senza pari.
Sono note altre donne che, prima di Arsinoe, vinsero delle gare di corsa dei carri alle Olimpiadi: innanzitutto la spartana Cinisca, figlia di Archidamo II e sorella di Agesilao II e di Agide II, fu la prima donna a vincere la corsa dei carri con quattro cavalli per ben due volte, nel 396 a.C. e nel 392 a.C. Successivamente, nel 368 a.C., la sua concittadina Eurileonide si aggiudicò la gara di corsa col carro a due cavalli.
Nel periodo ellenistico, fu Berenice a vincere una gara nel 284 a.C., poi imitata dalla figlia nell'edizione delle Olimpiadi (probabilmente) del 272 a.C., in cui la regina d'Egitto vinse ben tre gare, sia con quattro sia con due cavalli. Arsinoe si guadagnò così un grandissimo prestigio internazionale e dimostrò di poter dedicare grandi investimenti alle gare sportive. La preparazione e l'allenamento dei cavalli, l'ingaggio dell'auriga e del resto dei componenti della squadra necessitavano infatti di un notevole impegno finanziario e organizzativo.

#### Morte e culto

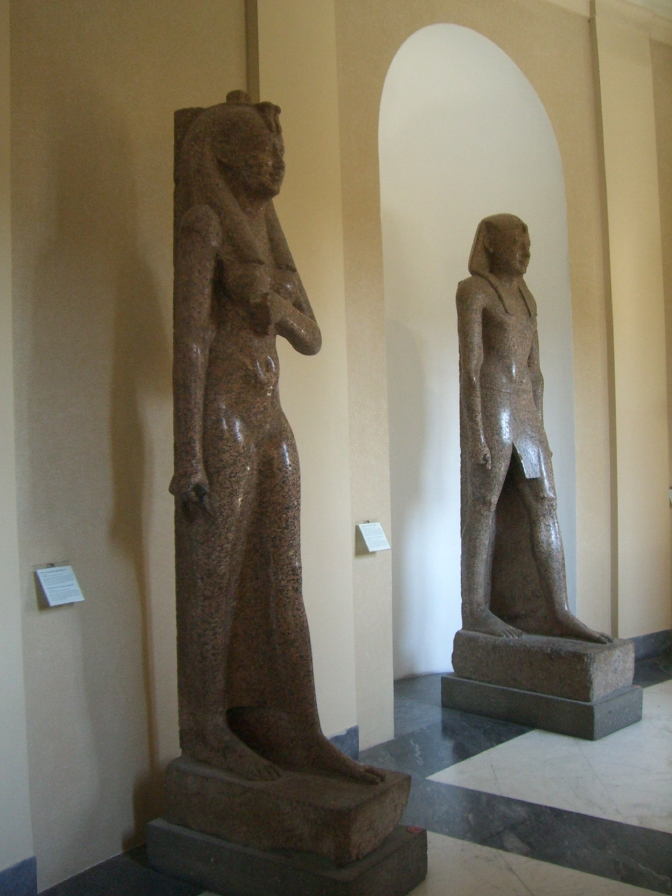
Colossi di Tolomeo II e Arsinoe II. Museo gregoriano egizio, Città del Vaticano

La data della morte di Arsinoe non è nota con precisione. Secondo la stele di Mendes, che attribuisce ad Arsinoe il rarissimo titolo di "regina dell'Alto e del Basso Egitto", Arsinoe morì nel quindicesimo anno del regno di Tolomeo II, ovvero nel 270 a.C., mentre secondo la "stele di Pithom" era ancora viva nel sedicesimo anno. McKechnie ipotizza che la prima stele si riferisca al quindicesimo anno di regno a partire dalla morte del padre Tolomeo I e quindi all'inizio del regno di Tolomeo II da solo (268 a.C.), mentre la seconda riguardi il sedicesimo anno a partire dall'associazione del marito di Arsinoe come co-regnante di Tolomeo I (269 a.C.). In tal caso, la data di morte di Arsinoe sarebbe stata nel luglio del 268 a.C., ovvero lo stesso anno del decreto di Cremonide.
Il giambo XVI di Callimaco (in greco antico: Ἐκθέωσις Ἀρσινόης?, Ekthèōsis Arsinòēs, Apoteosi di Arsinoe), è l'unica testimonianza che abbiamo sui funerali di Arsinoe. I versi, purtroppo frammentari, di questa poesia, testimoniano che la regina non fu imbalsamata e inumata come prescritto dalla religione egizia, ma fu bruciata secondo l'uso macedone su una pira funeraria, accesa dallo stesso marito. Nella sua poesia, Callimaco immagina che Filotera, la sorella già scomparsa della regina, scorga dal cielo il fuoco della pira e tema che la città di Alessandria stia andando a fuoco.
Tolomeo stabilì il culto individuale della sorella e moglie, che fu chiamata "dea dell'amore fraterno" (in greco antico: θέα φιλάδελφος?, théa philàdelphos), dedicandole un tempio ad Alessandria e un altro a Menfi e istituendo delle sacerdotesse preposte alle relative pratiche religiose. A Menfi, in particolare, il suo culto fu associato a quello del dio Ptah. Quando morì, Arsinoe aveva circa 48 anni, mentre il marito, che non si sarebbe più sposato con altre donne, rafforzando così ulteriormente il culto della regina defunta, all'epoca ne aveva circa 40. Il culto della sovrana fu mantenuto in vita anche attraverso la diffusione di preziosi oggetti. In uno studio sulla toreutica ellenistica dell'archeologa Giovanna Bonivento Pupino è stata riconosciuta la scena dell'apoteosi di Arsinoe II raffigurata come la dea Afrodite Urania su un rilievo in argento (rinvenuto a Taranto e conservato al British Museum), sbalzato e cesellato e che decorava un oggetto relativo al mondo della cosmesi.
Tolomeo fondò o cambiò il nome di diverse città col nome della moglie, come Arsinoe sul golfo di Suez, Arsinoe a Cipro nordoccidentale, Arsinoe in Cilicia e Crocodilopoli, l'odierna al-Fayyum, dove il suo culto fu associato a quello del coccodrillo. Arsinoe divenne anche una dea del pantheon greco, in quanto associata al culto dei Dioscuri e fu anche associata al culto di Afrodite nel tempio della dea, chiamata "Zefiritide", presso Canopo. La diffusione del suo culto in tutto il mar Mediterraneo è testimoniata dal fatto che le furono intitolate diverse città portuali, come Famagosta a Cipro e Patara in Licia, che presero da lei il nome Arsinoe e solo successivamente cambiarono denominazione.

## Titolatura
Secondo la titolatura reale egizia, i sovrani dovevano avere diversi nomi, ma, poiché era una donna, non le erano concessi tutti:
- nome Horo: non presente;
- nome Nebty (o delle Due Signore): non presente;
- nome Horo d'Oro: non presente;
- nome del Trono: ḫnm(t) ib n mꜢꜥt mr(t) nṯrw (khneme(t) ib en maat, mer(et) netjeru), "colei la cui mente è unita con il maat, amata dagli dei;
- nome personale (nomen di nascita): ir-si-nꜢt (irsinat), "Arsinoe".[90]

## Cronologia degli eventi
- 316 a.C. circa - Arsinoe nasce a Menfi o ad Alessandria da Tolomeo I e Berenice I.
- 299 a.C. - Arsinoe sposa Lisimaco, re di Tracia e dell'Asia minore.
- 298 a.C. circa - Nascita di Tolomeo, primogenito di Arsinoe.
- 296 a.C. circa - Nascita di Lisimaco, secondogenito di Arsinoe.
- 292 a.C. circa - Nascita di Filippo, terzogenito di Arsinoe.
- 288 a.C. - Lisimaco conquista la Macedonia e ne diviene re assieme a Pirro.
- 285 a.C. - Pirro lascia la Macedonia e Lisimaco rimane l'unico re.
- 284 a.C. - Congiura e morte di Agatocle, figlio di Lisimaco e della prima moglie Nicea.
- 283 a.C. - Morte di Tolomeo I, padre di Arsinoe. Gli succede Tolomeo II.
- 281 a.C. - Battaglia di Corupedio e morte di Lisimaco. Arsinoe fugge da Efeso a Cassandria, in Macedonia.
- 280 a.C. - Arsinoe sposa il nuovo re, il fratellastro Tolomeo Cerauno, che poco dopo uccide Lisimaco e Filippo, i figli minori di Arsinoe, che si rifugia nell'isola di Samotracia.
- 279 a.C. - Tolomeo Cerauno muore in battaglia contro i Celti.
- 277 a.C. - Antigono II Gonata sconfigge i Celti e diviene re di Macedonia.
- 275 a.C. circa - Arsinoe, tornata nel frattempo da Samotracia ad Alessandria, sposa il fratello Tolomeo II.
- 272 a.C. circa - Arsinoe ispeziona, assieme al marito, le truppe egiziane a Heroonpolis durante la prima guerra siriaca.
- 272 a.C. - Arsinoe vince tre gare di corsa dei carri ai giochi olimpici.
- 268 a.C. - Arsinoe muore ad Alessandria. Tolomeo ne stabilisce il culto.
- 268 a.C. - Decreto di Cremonide, testimonianza della partecipazione politica di Arsinoe alla preparazione della guerra cremonidea.
- 258 a.C. - Tolomeo, unico figlio sopravvissuto di Arsinoe, viene inviato da Tolomeo II a Telmesso, in Licia.
- 246 a.C. - Morte di Tolomeo II. Gli succede Tolomeo III.

## Storiografia

### Fonti primarie
La perdita quasi completa del XXI libro della Bibliotheca historica di Diodoro e la scarsità di altre fonti antiche sul primo Ellenismo costituiscono un problema per la ricostruzione della biografia di Arsinoe, rendendo necessario l'utilizzo di altre fonti primarie come Pausania e Strabone che però, interessati prevalentemente a resoconti di carattere geografico, descrivono solo incidentalmente il contesto storico.
La Storia di Eraclea di Memnone menziona alcuni aspetti della vita di Arsinoe al tempo della sua permanenza in Asia Minore. Nella sua opera, lo storico di Eraclea non manca di sottolineare la sua avversione politica alla regina e al marito Lisimaco. L'opera di Memnone non ci è giunta nella sua formulazione originale, ma fortunatamente la sezione relativa al periodo storico in cui è vissuta Arsinoe è stata riassunta in modo esaustivo da Fozio di Costantinopoli nella sua Biblioteca.
L'unica fonte che racconta la fuga di Arsinoe da Efeso dopo la battaglia di Corupedio è Polieno, che non nasconde la sua ammirazione per l'astuzia della regina, mentre Marco Giuniano Giustino descrive dettagliatamente, pur con qualche esagerazione sensazionalistica, il matrimonio della regina con Tolomeo Cerauno e la successiva strage di Cassandria.
Appiano nomina Arsinoe nel contesto della narrazione della prima guerra siriaca, mentre Ateneo e Plutarco riportano alcuni particolari relativi alla tradizione aneddotica sulla regina. Diogene Laerzio menziona infine la corrispondenza epistolare tra Arsinoe e il filosofo Stratone di Lampsaco, mentre le fonti numismatiche come la monetazione di Efeso ed epigrafiche come il decreto di Demarato e un'iscrizione del santuario dei grandi dei di Samotracia, che indica il nome di Arsinoe come finanziatrice della Rotonda, completano le notizie sul periodo passato da Arsinoe al fianco di Lisimaco.
Riguardo al periodo in cui fu regina d'Egitto, le fonti storiografiche sono ancora più rare e frammentarie: gli storici devono pertanto fare affidamento sulle fonti epigrafiche, in primis la stele di Mendes e la stele di Pithom, che riportano peraltro date fra loro in disaccordo riguardo alla morte di Arsinoe. La stele di Pithom testimonia inoltre il viaggio a Heroonpolis compiuto dalla regina assieme al marito.
Alcune informazioni sulla vita di Arsinoe possono infine essere desunte dal decreto di Cremonide e dai frammenti papiracei dei poeti alessandrini, in particolare l'Apoteosi di Arsinoe di Callimaco e il Papiro di Milano. Questo rotolo, scoperto nel 1992 dall'Università degli Studi di Milano, contiene diversi epigrammi di Posidippo, quasi tutti sconosciuti fino all'epoca del ritrovamento. Grazie a questo papiro, sono noti agli storici alcuni particolari relativi al culto di Arsinoe e le tre vittorie ottenute dalla regina nelle gare olimpiche di corsa dei carri.

### Storiografia moderna

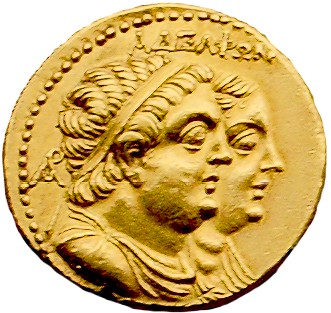
Moneta d'oro coi ritratti di Tolomeo II e Arsinoe (Pergamonmuseum, Berlino). Si noti la scritta ΑΔΕΛΦΩΝ, "fratelli"

A partire dal 1913, con l'opera di William W. Tarn, gli studiosi di storia ellenistica iniziano a dipingere Arsinoe come un personaggio aggressivo, violento e dominatore, contrapposto ai mariti Lisimaco e Tolomeo II, descritti come burattini nelle sue mani. Su questa scia prosegue il saggio di Bevan del 1927, che definisce la regina una "tigre" (tigress), termine utilizzato anche da Eleanor Huzar nel 1966.
Nel suo saggio del 2008, la filologa Silvia Barbantani evidenzia che questi stereotipi negativi descritti dagli storici della prima parte del ventesimo secolo hanno portato diversi studi a deformare le fonti primarie, fino ad attribuire alla regina di Macedonia e d'Egitto fatti che non possono in alcun modo essere a lei collegati secondo le testimonianze rimaste, come la supposizione, formulata dallo stesso Tarn, che Callimaco avrebbe scritto l'Inno a Delo su sua specifica richiesta come celebrazione del marito Tolomeo II per la sua vittoria sui Galati, o che i principali eventi accaduti in quel periodo, come l'alleanza offerta dall'Egitto a Pirro contro Antigono Gonata e la guerra siriaca, fossero originati da un machiavellico progetto della regina volto a rafforzare la talassocrazia egiziana e a portare quindi sul trono di Macedonia il figlio Tolomeo di Telmesso. Nella sua opera, Tarn insiste sull'importanza di Arsinoe tanto da attribuire i successivi insuccessi militari di Tolomeo alla morte della regina. La Barbatani sottolinea che questo tipo di storiografia "fantapolitica" considera impropriamente la regina ellenistica come la dea ex machina dell'intero scacchiere del Mediterraneo.
La distorsione delle fonti per amplificare il personaggio di Arsinoe prosegue nel saggio della Marcudy del 1932, nel quale si attribuisce alla regina la pianificazione del matrimonio con Tolomeo II, l'espansione marittima egiziana e l'organizzazione della guerra cremonidea, mentre la Longega, nel suo libro del 1968, ascrive alla regina la completa responsabilità dell'alleanza del regno tolemaico con Roma, con la spiegazione che Arsinoe vedeva in Pirro, nemico dei Romani, un ostacolo all'eventuale ascesa al trono di Macedonia del figlio Tolomeo.
Come reazione a questa sopravvalutazione di Arsinoe, alcuni storici successivi cadono nell'eccesso opposto, riducendo il ruolo di Arsinoe a un mero strumento della propaganda tolemaica, che avrebbe voluto evidenziare la figura della regina oltre il suo reale ed effettivo potere.
La Barbantani sottolinea in ogni caso che il silenzio e la frammentarietà delle fonti riguardo all'effettiva partecipazione di Arsinoe alla vita politica internazionale non sono di per sé una prova di un eventuale ruolo modesto o addirittura assente della regina in questi eventi, dato che gli storici antichi erano sicuramente portati a sottovalutare l'importanza politica delle donne e preferivano evidenziare un ideale di regina come Apollonide, moglie di Attalo I, modello femminile di tranquillità e di virtuosità esclusivamente domestica.
Nonostante le diverse interpretazioni sull'importanza effettiva della sua personalità nel contesto storico dell'epoca, è un dato di fatto che Arsinoe sia stata tra i protagonisti un mondo in rapido cambiamento, ricco di guerre, congiure e assassinii politici che accompagnarono il disgregarsi dell'impero di Alessandro Magno e il formarsi dei regni ellenistici.

## Nella cultura popolare, letteraria e scientifica

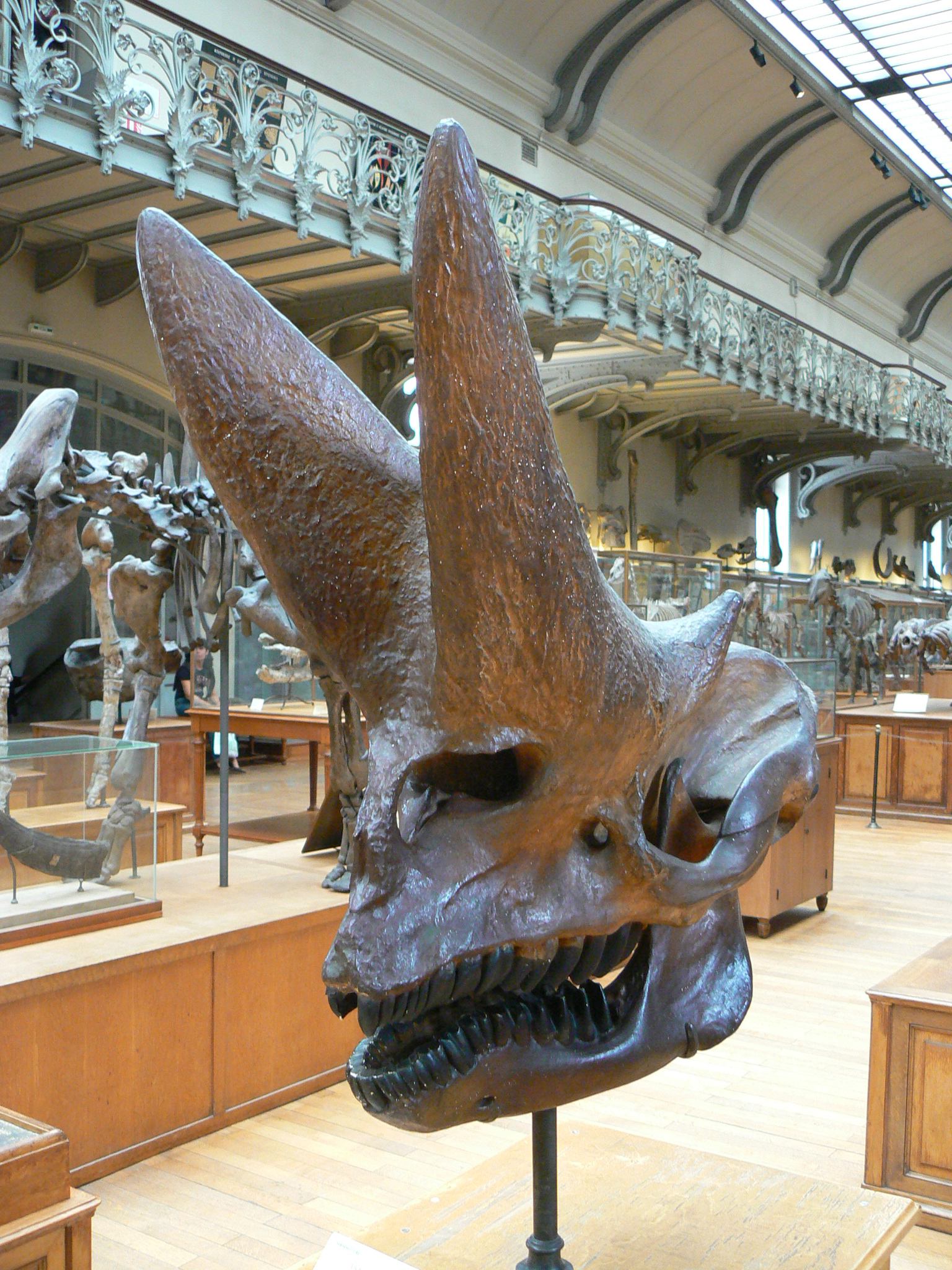
Teschio di Arsinoitherium, mammifero che prende il nome da Arsinoe (Museo di Storia naturale, Parigi)

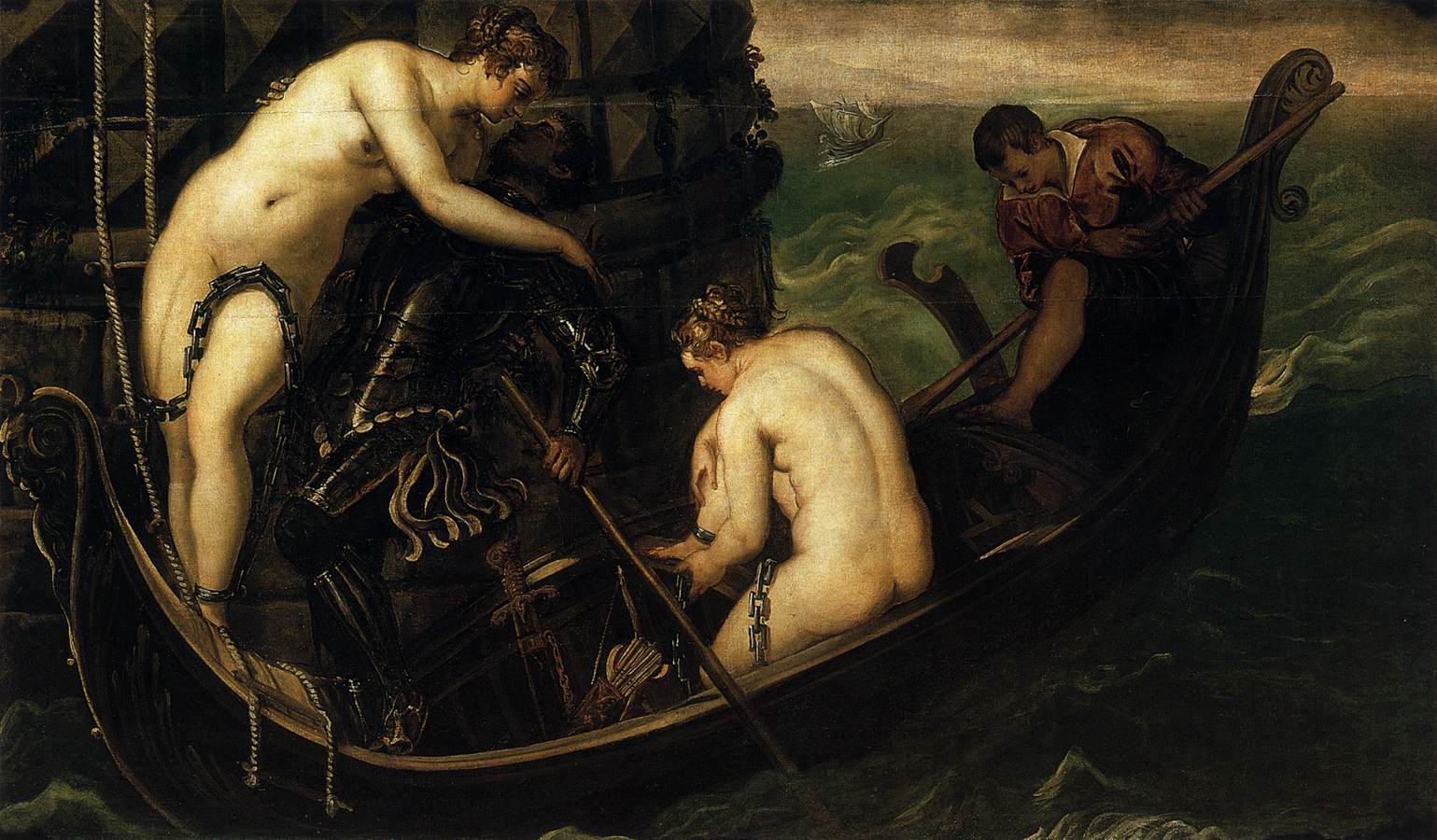
Arsinoe IV, regina d'Egitto nel 48 a.C., rappresentata in un dipinto di Tintoretto (Gemäldegalerie Alte Meister, Dresda)

La figura di Arsinoe rimase popolare in Egitto almeno fino al 75 a.C., quando ancora se ne professava il culto. Fino a quel periodo, a molte bambine egiziane fu dato il suo nome, incluse due regine della dinastia tolemaica, Arsinoe III e Arsinoe IV. Nonostante la grande fama che ebbe nell'antichità, in età moderna e contemporanea sono rarissime le testimonianze artistiche, culturali e scientifiche che la riguardano.
L'unica opera letteraria moderna a lei dedicata è una tragedia del 1752, forse mai rappresentata, di Andrew Henderson, intitolata Arsinoë or the incestuous marriage, nella quale si racconta il dramma del matrimonio della figlia di Tolomeo I con Tolomeo Cerauno e il successivo assassinio dei figli. Per quanto riguarda la cultura scientifica, il suo nome è stato dato nel 1895 a 404 Arsinoë, un asteroide della fascia principale individuato nel 1895 da Auguste Honoré Charlois, ma lo scopritore probabilmente si riferiva all'omonima dea della mitologia greca.
Infine, una specie di mammifero estinto nell'Oligocene, simile al rinoceronte ma dotato di due enormi corna parallele, costituite d'osso, fu chiamato in suo onore Arsinoitherium, letteralmente "la belva (in greco antico: θηρίον?, therìon) di Arsinoe". Il motivo di questa scelta risiede nel fatto che gli scheletri fossili di questo animale furono ritrovati nella depressione di al-Fayyum, nei pressi della città a lei dedicata da Tolomeo II.

## Ascendenza
|            |                    |                       | Genitori  |  |  | Nonni |  |  | Bisnonni |  |
|            |                    |                       |           |  |  | Lago  |  |  | …        |  |
|            |                    |                       |           |  |  | Lago  |  |  | …        |  |
|            |                    | …                     |           |  |  | Lago  |  |  |          |  |
| Tolomeo I  |                    |                       |           |  |  | Lago  |  |  |          |  |
|            |                    | Arsinoe di Macedonia  | …         |  |  |       |  |  |          |  |
|            |                    | Arsinoe di Macedonia  | …         |  |  |       |  |  |          |  |
|            |                    | Arsinoe di Macedonia  | …         |  |  |       |  |  |          |  |
| Arsinoe II |                    | Arsinoe di Macedonia  |           |  |  |       |  |  |          |  |
|            | Magas di Macedonia | …                     |           |  |  |       |  |  |          |  |
|            | Magas di Macedonia | …                     |           |  |  |       |  |  |          |  |
|            | Magas di Macedonia | …                     |           |  |  |       |  |  |          |  |
| Berenice I | Magas di Macedonia |                       |           |  |  |       |  |  |          |  |
|            |                    | Antigone di Macedonia | Cassandro |  |  |       |  |  |          |  |
|            |                    | Antigone di Macedonia | Cassandro |  |  |       |  |  |          |  |
|            |                    | Antigone di Macedonia | …         |  |  |       |  |  |          |  |
|            |                    | Antigone di Macedonia |           |  |  |       |  |  |          |  |